# NGC 909
NGC 909 је елиптична галаксија у сазвежђу Андромеда која се налази на NGC листи објеката дубоког неба.
Деклинација објекта је + 42° 2' 10" а ректасцензија 2h 25m 22,7s. Привидна величина (магнитуда) објекта NGC 909 износи 13,7 а фотографска магнитуда 14,7. NGC 909 је још познат и под ознакама UGC 1872, MCG 7-6-13, CGCG 539-16, NPM1G +41.0066, PGC 9197.